# Art LaFleur
Art LaFleur (Gary, 9 de setembro de 1943 – Los Angeles, 17 de novembro de 2021) foi um ator estadunidense.

## Vida e carreira
LaFleur nasceu em Gary em Indiana.
LaFleur teve muitos estrelou em muitos papéis em séries de televisão como convidado especial, incluindo Angel e JAG'. Em 1983, ele foi escalado para o episódio piloto do seriado da ABC Another Ballgame' ao lado de Alex Karras e Susan Clark . A série passou por mudanças de desenvolvimento muito antes de sua estréia, com Emmanuel Lewis estava sendo adicionado ao show, LaFleur ficou em substituição e fui descatado do elenco regular. LaFleur só foi mantido como uma estrela de convidada no episódio piloto.
Em 2009 ele apareceu em Ace Ventura Jr: Pet Detective e no filme de terror e de ficção científica "The Rig".
Ele também apareceu em House MD em 2005 como Warner Fitch no episódio intitulado "Sports Medicine". Ele também apareceu em Home Improvement como Jimbo na 1ª temporada no 7º episódio (Nothing More Than Feelings).

## Morte
LaFleur morreu as 78 anos de idade, após de lutar por mais de uma década contra o mal de parkinson. Sua morte foi confirmada por meio de nota por sua esposa, Shelley LaFleur.

## Filmografia
| Ano      | Nome                                                           | Personagens                     | Notas           |
| -------- | -------------------------------------------------------------- | ------------------------------- | --------------- |
| 1978     | Rescue from Gilligan's Island                                  | Ivan                            | Filme de TV     |
| 1980     | The Hollywood Knights                                          | Thomas                          |                 |
| 1980     | Any Which Way You Can                                          | Baggage Man #2                  |                 |
| 1982     | Cannery Row                                                    | Doorman                         |                 |
| 1982     | Lois Gibbs and the Love Canal                                  | Homeowner                       | Filme de TV     |
| 1982     | I Ought to Be in Pictures                                      | Baseball Fan                    |                 |
| 1982     | In the Custody of Strangers                                    | Clifford                        | Filme de TV     |
| 1982     | Two of a Kind                                                  | Cook                            | Filme de TV     |
| 1982     | Jekyll and Hyde... Together Again                              | Clock Repairman                 |                 |
| 1983     | Sometimes I Wonder                                             | Joe                             | Filme de TV     |
| 1983     | The Invisible Woman                                            | Phil                            | Filme de TV     |
| 1983     | Who Will Love My Children?                                     | Krause                          | Filme de TV     |
| 1983     | WarGames                                                       | Guard                           |                 |
| 1983     | Emergency Room                                                 | Colon                           | Filme de TV     |
| 1984     | Unfaithfully Yours                                             | Desk Sergeant                   |                 |
| 1984     | Sins of the Past                                               |                                 | Filme de TV     |
| 1984     | Boys in Blue                                                   | Stanley Singleton               | Filme de TV     |
| 1984     | City Heat                                                      | Bruiser                         |                 |
| 1985     | Trancers                                                       | McNulty                         |                 |
| 1985     | The Man with One Red Shoe                                      | CIA Agent                       |                 |
| 1985     | Zone Troopers                                                  | Mittens                         |                 |
| 1986     | The Fifth Missile                                              | Animal Meslinsky                | Filme de TV     |
| 1986     | A Winner Never Quits                                           | John Stewart                    | Filme de TV     |
| 1986     | Cobra                                                          | Captain Sears                   |                 |
| 1986     | Say Yes                                                        | Ernest                          |                 |
| 1986     | Little Spies                                                   | Sergeant Westwood               | Filme de TV     |
| 1986     | The Penalty Phase                                              | Pete Pavlovich                  | Filme de TV     |
| 1987     | Rampage                                                        | Mel Sanderson                   |                 |
| 1987     | The Three Kings                                                |                                 | Filme de TV     |
| 1988     | The Wrong Guys                                                 | Woody Winslow                   |                 |
| 1988     | The Blob                                                       | Pharmacist/Mr. Penny            |                 |
| 1989     | Field of Dreams                                                | Chick Gandil                    |                 |
| 1990     | Keaton's Cop                                                   | Detective Ed Hayes              |                 |
| 1990     | Air America                                                    | Jack Neely                      |                 |
| 1990     | Death Warrant                                                  | Sergeant DeGraf                 |                 |
| 1991     | Oscar                                                          | Officer Quinn                   |                 |
| 1991     | Trancers II                                                    | Old McNulty                     |                 |
| 1991     | Acting Sheriff                                                 | Capt. Van Patten                | Filme de TV     |
| 1992     | Live! From Death Row                                           | Lockart                         | Filme de TV     |
| 1992     | Mr. Baseball                                                   | Skip                            |                 |
| 1992     | Forever Young                                                  | Alice's Father                  |                 |
| 1993     | Jack the Bear                                                  | Mr. Festinger                   |                 |
| 1993     | The Sandlot                                                    | The Babe                        |                 |
| 1994     | Maverick                                                       | Poker Player                    |                 |
| 1994     | In the Army Now                                                | 1st Sgt. Brandon T. Williams    |                 |
| 1995     | Man of the House                                               | Red Sweeney                     |                 |
| 1996     | First Kid                                                      | Morton                          |                 |
| 1997     | Running Time                                                   | Warden                          |                 |
| 1997     | Hijacking Hollywood                                            | Eddie                           |                 |
| 1997     | Lewis and Clark and George                                     | Fred                            |                 |
| 1998     | The Garbage Picking Field Goal Kicking Philadelphia Phenomenon | Gus Rogenheimer                 | Filme de TV     |
| 1998     | Best of the Best 4: Without Warning                            | Big Joolie                      | Direct-to-video |
| 1999     | Last Chance                                                    | Jimmy                           |                 |
| 1999     | Tycus                                                          | Shyler                          | Direct-to-video |
| 2000     | The Replacements                                               | Banes                           |                 |
| 2001     | Beethoven's 4th                                                | Sgt. Rutledge                   | Direct-to-video |
| 2002     | The Santa Clause 2                                             | Tooth Fairy                     |                 |
| 2004     | A Cinderella Story                                             | Football Coach                  |                 |
| 2004     | Breaking the Fifth                                             | Abraham Polinsky                |                 |
| 2005     | Hostage                                                        | Bill Jorgenson                  |                 |
| 2005     | McBride: Tune in for Murder                                    | Armen                           | Filme de TV     |
| House MD | Warner Fitch                                                   | Episódio : "Medicina Esportiva" |                 |
| 2006     | The Santa Clause 3: The Escape Clause                          | Tooth Fairy                     |                 |
| 2007     | Shiloh Falls                                                   | Sheriff                         |                 |
| 2008     | Bad Guys                                                       | Shep                            |                 |
| 2008     | Speed Racer                                                    | Fuji Announcer                  |                 |
| 2009     | War Wolves                                                     | Leo                             | Filme de TV     |
| 2009     | Ace Ventura Jr: Pet Detective                                  | Russell Hollander               | Direct-to-video |
| 2010     | Ilegales                                                       | Agent Wallace                   |                 |
| 2010     | The Rig                                                        | Ken Fleming                     |                 |
| 2011     | Dahmer Vs. Gacy                                                | Dr. Hess                        |                 |
| 2012     | House Hunting                                                  | Don Thomson                     |                 |
| 2012     | Bring Me the Head of Lance Hendriksen                          | Art                             |                 |

## Ligações Externas
- Art LaFleur. no IMDb.